# Tallsumpskog

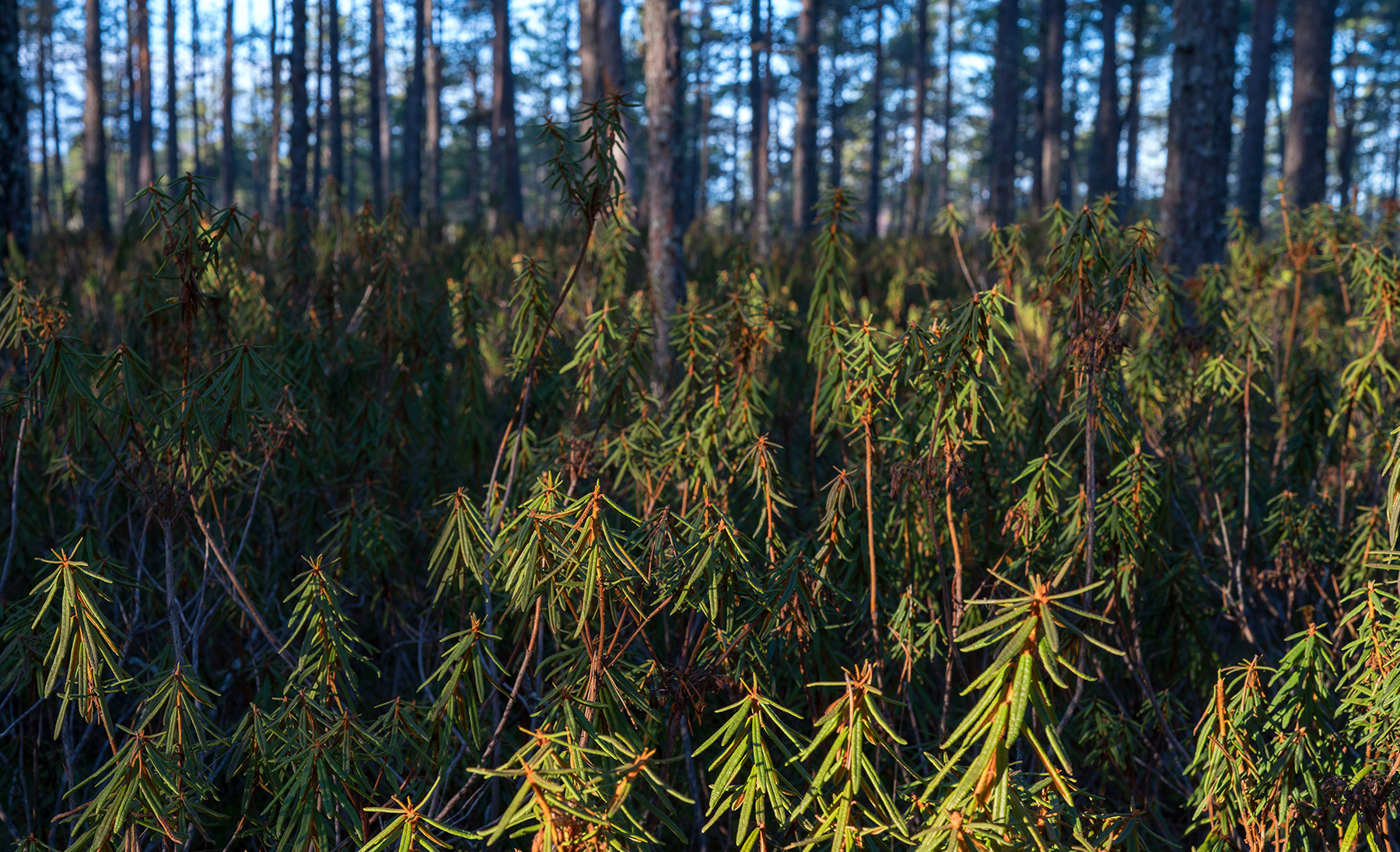
Tallsumpskog i Sjömossen-Svinasjöns naturreservat.

Tallsumpskog är en nyckelbiotop, som är en sumpskog, som domineras av tall. Biotopen kallas också tallmosse, tallrismosse och skvattrammyr med tall.
Andra trädslag i biotopen kan vara glasbjörk och al. Bottenskikt och fältskikt varierar mellan olika delar av Sverige. Den östsvenska tallsumpskogstypen domineras till exempel av skvattram.

## Signalarter
- bollvitmossa
- flagellkvastmossa
- liten spiklav
- brunpudrad nållav
- varglav
- nästlav
- blanksvart spiklav
- vedflamlav

## Exempel på naturreservat med tallsumpskog i Sverige
- Röbergshagemossen i Nora kommun och Örebro kommun i Västmanland och Närke {59°27′24″N 15°04′22″Ö / 59.45667°N 15.07278°Ö)
- Stormossen i Degerfors kommun i Örebro län {59°08′43″N 14°18′50″Ö / 59.14528°N 14.31389°Ö)
- Klosjön i Gnosjö kommun i Småland {57°25′34″N 14°41′58″Ö / 57.42611°N 14.69944°Ö)
- Hajdkvie skog i Hejde socken på Gotland {57°21′56″N 18°20′02″Ö / 57.36556°N 18.33389°Ö)
- Lillträskberget i Arvidsjaurs kommun i Norrbottens län {65°11′02″N 19°23′54″Ö / 65.18389°N 19.39833°Ö)
- Kakelugnsmossen i Eksjö kommun i Småland {57°40′25″N 15°03′48″Ö / 57.67361°N 15.06333°Ö)
- Kärngölsområdets naturreservat i Uppvidinge kommun i Småland {56°58′45″N 15°27′21″Ö / 56.97917°N 15.45583°Ö